# Верхнечирский (Волгоградская область)
Верхнечирский (до 1920-х годов — станица Верхне-Чирская) — хутор в Суровикинском районе Волгоградской области России. Входит в состав Новомаксимовского сельского поселения.

## История
Дата основания не установлена. Станица Верхне-Чирская относилась ко Второму Донскому округу области войска Донского. Согласно Списку населённых мест Земли Войска Донского в 1859 году в станице Верхне-Чирской имелось 300 дворов, проживало 900 душ мужского и 890 женского пола. Согласно Списку населённых мест области Войска Донского в 1873 году в станице проживало 638 душ мужского и 713 женского пола. Согласно переписи населения 1897 года в станице проживало 712 души мужского и 772 женского пола. Также в юрт станицы входило 33 хутора. Всего в станичном юрте проживало около 14 000 человек.
К 1915 году в станице Верхне-Чирской имелось 323 двора, станичное и хуторское правление, 2 церкви, 2 школы, паровая мельница, проживало 786 душ мужского и 707 женского пола.
В 1921 году в составе Второго Донского округа включена в состав Царицынской губернии. Позднее преобразована в хутор Верхне-Чирской. В 1928 году хутор Верхнечирский включен в состав Нижне-Чирского района Сталинградского округа (округ ликвидирован в 1930 году) Нижневолжского края (с 1935 года — Сталинградского края, с 1936 года — Сталинградской области).
В годы войны с августа по декабрь 1942 года территория была оккупирована. В 1951 году в связи с заполнением ложа Цимлянского водохранилища хутор был перенесён на новое место, Верхне-Чирский сельсовет включён в состав Кагановичского района (с 1957 года — Суровикинского). В 1953 году Верхне-Чирский сельсовет был ликвидирован, территория включена в состав Новомаксимовского сельсовета

## Общая характеристика
Часовой пояс
Верхнечирский, как и вся Волгоградская область, находится в часовой зоне МСК (московское время). Смещение применяемого времени относительно UTC составляет +3:00.
До заполнения Цимлянского водохранилища станица располагалась на правом берегу Дона, между станицами Пятиизбянской и Нижне-Чирской.
В настоящее время хутор расположен в степи, при балке Трёхтубочной, примерно в 1,2 км от правого берега Цимлянского водохранилища, на высоте около 45 метров над уровнем моря. Почвы — тёмно-каштановые солонцеватые и солончаковые.
По автомобильным дорогам расстояние до областного центра города Волгограда составляет 130 км, до районного центра города Суровикино — 53 км, до административного центра сельского поселения хутора Новомаксимовский — 6,7 км. Близ хутора проходит железнодорожная ветка Волгоград I — Лихая Приволжской железной дороги. Ближайшая железнодорожная станция Чир расположена в хуторе Новомаксимовский

## Климат
Климат умеренный континентальный (согласно классификации климатов Кёппена климат характеризуется как Dfa). Температура воздуха имеет резко выраженный годовой ход. Среднегодовая температура положительная и составляет + 8,6 °С, средняя температура января −6,7 °С, июля +23,7 °С. Расчётная многолетняя норма осадков — 381 мм, наибольшее количество осадков выпадает в июне (41 мм) и декабре (39 мм), наименьшее в феврале, марте (по 24 мм) и октябре (25 мм).

## Население
Динамика численности населения
| 1859 | 1873 | 1897 | 1915 |
| ---- | ---- | ---- | ---- |
| 1790 | 1351 | 1484 | 1493 |

| 2010 |
| ---- |
| 778  |

## Интересные факты
30 октября (11 ноября) 1843 года в 30 верстах на юго-запад от станицы Верхне-Чирская упал метеорит, который в 1847 году был описан харьковским профессором Н. Д. Борисяком и передан в Императорскую Академию наук
- Верхне-Чирская (метеорит) — метеорит хондрит, весом 7 545 кг. Музей естествознания Харьковского Университета.